# Ophiothrix maculata
Ophiothrix maculata är en ormstjärneart som beskrevs av Ljungman 1872. Ophiothrix maculata ingår i släktet Ophiothrix och familjen Ophiothrichidae. Inga underarter finns listade i Catalogue of Life.